# Sofie Sarenbrant
Anna Brita Sofie Sarenbrant, född Sjöstedt 4 januari 1978 i Bromma församling, Stockholm, är en svensk författare. Hennes böcker har sålt över sju miljoner exemplar i femton länder. Hon vann priset som Årets svenska deckarförfattare 2019, 2020 och 2022 av det datadrivna priset Crimetime BookBeat Award.

## Biografi
Sarenbrant föddes i Stockholm 1978, och flyttade vid två års ålder till gården Narebo utanför Gusum i Östergötland. Efter högstadiet flyttade hon till Västervik för att studera medieprogrammet. Hon började arbeta som journalist med ett frilansuppdrag för Veckorevyn, och sedan dess har hon arbetat för Expressen, Friskispressen och Amelia.

### Författarskap
Sarenbrant debuterade 2010 med boken Vecka 36 och blev heltidsförfattare två år senare. Hon är mest känd för sin bokserie om kriminalinspektören Emma Sköld, som introducerades i boken Vila i frid. Hon ville att huvudpersonen skulle vara en ung och ambitiös kvinna, till skillnad från den stereotypa bilden av en polis som alkoholiserad och deprimerad. Den tredje delen i serien, Visning pågår, blev Sveriges mest sålda deckarpocket 2015 och Tiggaren, den femte delen, blev årets näst mest sålda deckarpocket 2017. Den psykologiska thrillern Bakom din rygg från 2017 är den första delen i en kommande trilogi om tre frisörer på Östermalm. På bokmässan 2022 fick Sofie Sarenbrant priset som året bästa deckarförfattare för tredje gången.
År 2019 utkom den sjunde delen i Emma Sköld-serien, Skamvrån. Samma år utsågs Sofie Sarenbrant till Årets svenska deckarförfattare av Bookbeat Award. Priset, som är helt datadrivet, delades ut på Bokmässan av bokströmningstjänsten BookBeat i samarbete med Crimetime. Mytomanen gavs ut i maj 2020 och några månader senare erhöll Sarenbrant, för andra året i rad, priset som Årets svenska deckarförfattare. Den nionde delen i bokserien om Emma Sköld, Skyddsängeln, utkom i maj 2021.
Hösten 2023 utkommer Födelsedagen, en spänningsbok skriven i par med Carina Bergfeldt. Den är tänkt att inleda en serie böcker.

### Sommarvärd 2020
Sarenbrant var värd för Sommar i P1 den 28 juni 2020. Lotta Olsson skrev i DN att Sarenbrant "berättar sakligt och noggrant i en lysande genomgång av samhällets förhållningssätt till sexuella övergrepp", och att hon ansåg att det är det viktigaste Sarenbrant någonsin berättat, och att hon aldrig har lyssnat mer uppmärksamt.
Hennes sommarprat blev ett av 2020 års mest uppmärksammade med över 1,7 miljoner lyssningar, och hyllades för hennes drabbande och utlämnande berättande om konsekvenserna av de sexuella övergrepp hon utsattes för mellan åtta och tretton års ålder. Detta bidrog till att hon valde att färdigställa en självbiografisk text som hade påbörjats många år tidigare, och släppte i augusti 2021 boken Munkavle.

### Familj
Hon är dotter till fotografen Svante Sjöstedt och grafiska formgivaren Ann Sjöstedt, och är syster till kocken Tom Sjöstedt och bloggaren Tyra Sjöstedt. Hon är sonsons dotter till Anders Sjöstedt samt sonsdotter till Sture Sjöstedt, samt brorsdotter till Björn Sjöstedt.
Sarenbrant är gift och har två barn.

### Emma Sköld
1. Vila i frid , Damm förlag, Malmö 2012, ISBN 978-91-7351-833-8
2. Andra andningen, Damm förlag, 2013, ISBN 978-91-7537-012-5
3. Visning pågår, Damm förlag, Malmö 2014, ISBN 9789174751543
4. Avdelning 73, Massolit förlag, 2015, ISBN 9789187783210
5. Tiggaren, Bookmark förlag, 2016, ISBN 9789188171092
6. Syndabocken, Bookmark förlag, 2018, ISBN 978-91-88545-57-2
7. Skamvrån, Bookmark förlag, 2019, ISBN 978-91-88859-16-7
8. Mytomanen, Bookmark förlag, 2020, ISBN 978-91-89007-47-5
9. Skyddsängeln, Bookmark förlag, 2021, ISBN 978-91-89298-01-9
10. Själsfränden, Bookmark förlag, 2022, ISBN 978-91-89393-39-4
11. Parasiten, Bookmark förlag, 2023, ISBN 9789189585874